# Heidi Albertsen
Heidi Albertsen (1 de septiembre de 1976) es una modelo danesa. Es la embajadora de buena voluntad del Proyecto Vida para África y del Centro de Asistencia Lower Eastside.

## Primeros años
Albertsen nació en Copenhague, Dinamarca. Su primer trabajo, a la edad de 10 años, fue como repartidora de periódicos en su pueblo natal de Copenhague. Después trabajó como lavaplatos en un restaurante y carnicería. También vendió chocolate en una dulcería. De jovencita, Albertsen luchó contra la obesidad y al final logró perder peso, después de lo cual, según afirma, se sintió "firmemente motivada para entrar el mundo del modelaje".
A la edad de 17 años, Albertsen fue la ganadora de la final mundial del certamen Elite Model Look 1993, el concurso anual de modelaje llevado a cabo por Elite Model Management que atrae a más de 350,000 participantes cada año de 800 ciudades en 70 países de 5 continentes. En unas cuantas semanas, se mudó a Manhattan para emprender su recién iniciada carrera como supermodelo.

## Carrera
Albertsen ha aparecido en anuncios de prensa y televisión a lo largo de su carrera. Desde mediados de la década de 1990, ha tenido presencia en pasarelas, revistas, películas y comerciales en todo el mundo. Ha aparecido en revistas y portadas de revistas como Vogue, Harper's Bazaar, Elle, Sports Illustrated, Cosmopolitan, Vanity Fair, Shape, Woman, M! y varias revistas de acondicionamiento físico. Ha sido modelo destacada en numerosas campañas de La Perla, L'Oréal, Guess, Nicole Miller, Roberto Cavalli y Victoria's Secret. Apareció en MTV, E-Channel, Oxygen, Good Morning America y otros programas. Albertsen también ha trabajado para American Express, Armani, Comme des Garçons, Clairol, Dove, Fruit of the Loom, Neutrogena, y Vera Wang, entre otras marcas.
La revista Fitness la presentó como Cuerpo del Año en 2000.
Albertsen ha afirmado que algunas de sus tomas favoritas incluyen algunas con su amiga y diseñadora Nicole Miller; el fotógrafo Albert Watson en Niza, Francia y el fotógrafo Fabrizio Ferri en Milán, Italia, ambas para Escada; y con el fotógrafo Antoine Verglas para una portada de revista y calendario Max.
Además de sus créditos en prensa y comerciales, cuenta con créditos cinematográficos en colaboración con Nicolas Cage en La leyenda del tesoro perdido, Ben Stiller en Zoolander, Woody Allen en la dirección de Celebrity, y en una película IMAX de David Breashears, Kilimanjaro: To the Roof of Africa para la National Geographic Society.
Albertsen fue seleccionada por Breashears en el año 2000 como parte del equipo para escalar el Kilimanjaro, la montaña independiente más grande del mundo en Tanzania, África. La expedición constó de siete alpinistas, incluyendo a Albertsen. Ella realizó el ascenso en dos ocasiones, la primera vez en junio de 2000 y la segunda en noviembre del mismo año. Albertsen describió estas aventuras de escalar hasta la cima del pico de 5,895 m (19,341 pies) como experiencias que la retaron "física, emocional e intelectualmente". Documentó el ascenso a través de bosquejos, pinturas, y fotografías, así como filmando su propio documental.
Albertsen ha tenido participaciones notables como juez en concursos de modelaje y belleza. En 2005, Albertsen fue juez estrella en el Certamen de Belleza Miss Universo el cual se llevó a cabo en Tailandia. En 1994, Albertsen fue juez estrella en la final mundial del Certamen Elite Model Look 1994 en Ibiza, España. Entre 1995 y 1999, participó como juez en los certámenes nacionales Elite Model Look de Dinamarca, Indonesia y Tailandia.
En 2011, Albertsen fue competidora en la franquicia danesa del programa televisivo Masterchef, el cual logró los mayores índices de audiencia de entre todas la franquicias nacionales de Masterchef en toda Europa.

## Labor caritativa
Albertsen se ha desempeñado como vocera de diversas instituciones caritativas que benefician a niños abandonados, niños con VIH y SIDA, y niños sin hogar. Continúa fungiendo como embajadora de buena voluntad para diversas obras de beneficencia. Es la jefa embajadora y vocera de Proyecto Vida para África, una organización no lucrativa cuya misión es salvar vidas y beneficiar a los necesitados en África a través de servicios que promueven la salud, brindan educación, combaten la pobreza y ofrecen albergue a personas sin hogar. Es embajadora y vocera para el Centro de Asistencia Lower Eastside (LESC, siglas en inglés), una organización sin fines de lucro cuya misión es ofrecer toda una gama de tratamiento y asistencia para neoyorquinos que viven con problemas de dependencia química y salud mental. Es partidaria del Programa de Mujeres Embarazadas e Infantes, un programa del LESC creado para cubrir las necesidades no satisfechas de mujeres embarazadas con adicción a opiáceos. También es defensora en Bridge2Life, un programa auxiliar del LESC que tiene como misión beneficiar a niños de entornos urbanos de familias en recuperación.Formación

## Formación
Entre 2006 y 2010, mientras continuaba modelando, Albertsen continuó estudios de medio tiempo en la ciudad de Nueva York en la Academia Nacional de Bellas Artes, el Hunter College y la Universidad de la Ciudad de Nueva York. Además, asistió a la Parsons The New School for Design y a la Liga de estudiantes de arte de Nueva York.

## Vida personal
Albertsen es partidaria de tener una vida sana y un estilo de vida bien equilibrado, uno que combine bienestar físico, belleza, fuerza y estilo. Es una deportista activa. Entre otras actividades, también cocina, pinta, practica alpinismo y esquí acuático, corre maratones, juega tenis y golf, y practica yoga. Reside en el distrito de Manhattan en la ciudad de Nueva York.
| Predecesor: Mariann Molski Estados Unidos | Elite Model Look Internacional 1993 1993 | Sucesor: · Natalia Semanová · Rusia |